# ハーベイ・レンジ
ハーベイ・レンジ (Hervey Range) は、オーストラリア、クイーンズランド州のタウンズビル市とチャーターズ・タワーズ地方にまたがる非都市地域のローカリティ。

## 地理
名称が示すように、このローカリティはハーベイ山脈を含んでいる。二つの地方自治体 (local government area, LGA) の境界は、概ね稜線と一致しており、タウンズビル市が海側（東側）、チャーターズ・タワーズ地方が内陸側（西側）を管轄している。稜線近くの部分を除けば、タウンズビル側の土地は海抜50mから100m程度であり、チャーターズ・タワーズ側の海抜550mから600mという標高に比べると、相当に低い。

## 歴史
この山稜や地域の名称は、フィリップ・ソマーズ (Phillip Somers) が、ドッツウッド (Dotswood) 牧場 (pastoral station) のマシュー・ハーヴェイ (Matthew Hervey) に因んで命名した。ソマーズとハーヴェイは、ドッツウッド・ステーションの共同設立者であり、ソマーズはアラン・カニンガムの探検遠征の隊員でもあった。地元のアボリジニたちはハーベイ山脈一帯を「バリンガ (Barringha)」と呼んでいたが、これはアカシアの一種 (Acacia decora, Western Silver Wattle) のことでもあった。

## 登録遺産
ハーベイ・レンジには、登録遺産となっている場所が多数ある。代表的なものを挙例する。
- ハーベイ・レンジ・ロード (Hervey Range Road) - ユーレカ・ホテル（英語版）
- ページ・ロード (Page Road) （オールド・ハーベイ・レンジ・ロード (old Hervey Range Road)）- レンジ・ホテル跡（英語版）[5]